# 유럽 직접 민주주의 동맹

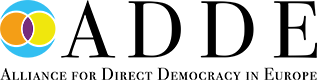

유럽 직접 민주주의 동맹(영어: Alliance for Direct Democracy in Europe, AADE)은 직접 민주제, 국민보수주의, 우익대중주의, 유럽회의주의를 표방하는 우익 범유럽 정당이다. 2014년 9월 30일에 공식적으로 설립되었다.

## 회원 정당
- 벨기에 국민당
- 리투아니아 질서와 정의
- 스웨덴 스웨덴 민주당
- 영국 영국 독립당